# المساعدات الخارجية القطرية
توسع برنامج قطر للمساعدات الدولية بشكل كبير منذ بداية عام 2010 ويركز بشدة على العالم العربي وعلى الأخص في الأزمات الإنسانية في سوريا وغزة . 
ت قدر منظمة التعاون الاقتصادي والتنمية (OECD) استنادًا إلى تقرير المساعدات الخارجية القطري لعام 2013 أن 1.3 مليار دولار من المساعدات الخارجية القطرية يمكن اعتبارها مساعدة إنمائية رسمية.  وفقًا لخدمة التتبع المالي التابعة لمكتب الأمم المتحدة لتنسيق الشؤون الإنسانية (أوتشا ) زادت المساعدات الدولية المقدمة من قطر من أقل من 10 ملايين دولار سنويًا في فترة ما قبل الربيع العربي إلى مئات الملايين بعد الحدث. 
على سبيل المثال في عام 2012 وفقًا لوزارة الشؤون الخارجية القطرية تبرعت الدولة بأكثر من 3 مليارات ريال قطري (أو ما يعادل 524 مليون جنيه إسترليني) من خلال المساعدات الحكومية وغير الحكومية لحوالي 100 دولة حول العالم. 
من اكبر المستفيدين من المساعدات القطرية المملكة العربية السعودية
تعهدت القيادة القطرية منذ ذلك الحين علنًا بتخفيف معاناة الضحايا وتحقيق ودعم الشراكات العالمية لتحقيق الأهداف الإنمائية للألفية للدول الأجنبية. تعمل الدولة حاليًا في استثمارات في مجموعة واسعة من القطاعات الإنسانية والتنموية. 

## أهداف
وفقًا لوزارة الخارجية القطرية فإن مساعدة البلدان على تحقيق الأهداف الإنمائية المتفق عليها دوليًا هي الهدف الرئيسي للبرنامج. بالإضافة إلى ذلك فإن الحد من الفقر بما في ذلك من خلال إيجاد فرص العمل في مشاريع إعادة البناء والبنية التحتية وتحسين الصحة والتعليم فضلاً عن تحسين إدارة البيئة هي مجالات التركيز الرئيسية للتعاون الدولي في قطر. 
كما تعزز قطر الحوار من خلال مبادرات دبلوماسية القوة الناعمة في الشؤون الإقليمية والدولية على أمل تعزيز السلام والاستقرار بالإضافة إلى علاقات جيدة مع الدول المجاورة والتحالفات الاستراتيجية مع القوى الكبرى. 

## مجالات التركيز
تركز المساعدات الخارجية القطرية بشكل أساسي على العالم العربي . على سبيل المثال في عام 2013 ، ذهب حوالي 93 في المائة من المساعدة الإنمائية الرسمية لدولة قطر إلى بلدان في المنطقة. كانت سوريا أكبر المتلقين حيث تلقت 422 مليون دولار حيث ذهب معظم هذا إلى الاحتياجات الإنسانية. وكان المغرب وفلسطين ومصر واليمن ولبنان من بين المستفيدين الرئيسيين الآخرين. 

### العالم العربي

#### سوريا
منذ الثورة السورية في عام 2011 أصبح موقف قطر معروفًا على الساحة السياسية الدولية حيث وجه نداءات متكررة للرئيس السوري بشار الأسد بالتنحي وإجراء انتخابات جديدة. تبرعت قطر ما يزيد على 1.6 مليار $ لسوريا في المساعدات الإنسانية لضحايا النزاع في سوريا، وفقا لمقال وزير الخارجية القطري في بريطانيا طبقا لصحيفة ديلي تلغراف في فبراير عام 2015،  على الرغم من مزاعم في عام 2013 أن $ 650M تم التعهد بتقديكها إلى الأمم المتحدة ولكن لم تقدم. 

#### غزة (فلسطين)
في أعقاب النزاع بين إسرائيل وغزة عام 2014 كانت قطر أكبر مانح للمعونات حيث تعهدت بتقديم مليار دولار.  تخصيص جزء كبير من هذا التمويل لبناء المنازل المدمرة وكذلك نحو إصلاح وبناء طريقين حيويين في المنطقة، وهما طريقا صلاح الدين والرشيد السريع. 

#### لبنان
ساهمت قطر بمبلغ 3 ملايين دولار في تمويل اعمار لبنان بعد حرب لبنان عام 2006 ومولت إعادة بناء أكثر من 12000 وحدة سكنية وعدد من المباني في 195 قرية في جنوب لبنان. 

#### مصر
بعد سقوط الرئيس المصرى حسني مبارك في عام 2011 قدمت قطر قرضا بقيمة 4 مليارات $ ومساعدات بقيمة 1000000000 $ لمساعدة مصر في إدارة عدم الاستقرار السياسي. 

#### اليمن
تبرعت قطر بمبلغ 500 مليون دولار كمساعدات إنسانية لاثنين من المحافظات اليمنية لمساعدة النازحين بسبب التمرد الحوثي . 

### القوى الدولية والشركاء الاستراتيجيون

#### الولايات المتحدة الأمريكية
بعد إعصار كاترينا في عام 2007 تبرع أمير قطر السابق الشيخ حمد بن خليفة آل ثاني بمبلغ 100 مليون دولار للمناطق المنكوبة حول نيو أورليانز وخارجها. 

#### اليابان
تبرعت قطر لليابان بعد الزلزال الذي وقع في مارس 2011. بالإضافة إلى توفير شحنات الغاز الطبيعي للبلاد استضافت قطر أيضًا مباراة خيرية لكرة القدم رفيعة المستوى من أجل جمع الأموال.  تم إضفاء الطابع الرسمي على هذا الدعم من خلال إنشاء صندوق الصداقة القطري. 

### الأزمات الكبرى بغض النظر عن الموقع

#### نيبال
في عام 2015 قدمت قطر مساعدات مادية ولوجستية إلى نيبال في أعقاب الزلزال. تم جمع ما مجموعه 12 مليون ريال قطري (حوالي 2.09 مليون جنيه إسترليني). 

#### الفلبين
قدمت قطر إغاثة كبيرة للفلبين بعد إعصار هايان في عام 2013. تبرع الهلال الأحمر القطري بنحو 70000 دولار كمساعدات فورية، بينما تم إطلاق نداء لجمع مليوني دولار إضافية. أرسلت وزارة الشؤون الخارجية القطرية حملتين من المساعدات إلى المناطق المتضررة. 

#### هايتي
أعلن رئيس وزراء قطر الشيخ حمد بن جاسم بن جابر آل ثاني عن تبرع بقيمة 20 مليون دولار في عام 2010 لهايتي في أعقاب الزلزال. 

## التبرعات غير الحكومية
يأتي جزء كبير من إجمالي المساعدة الدولية التي تقدمها قطر من المنظمات غير الحكومية والمؤسسات الخاصة. في عام 2013 قدمت هذه المنظمات غير الحكومية أكثر من خُمس إجمالي المساعدات بقليل وأكبرها:
- جمعية قطر الخيرية
- جمعية الشيخ عيد بن محمد آل ثاني الخيرية
- مؤسسة الشيخ ثاني بن عبد الله للخدمات الإنسانية (RAF)
- الوصول إلى آسيا
- الهلال الاحمر القطري